# Gili Meno
Gili Meno is een tropisch eiland ten westen van Lombok. Het maakt deel uit van de Indonesische eilandengroep de Gili-eilanden. Gili Meno is het kleinste en middelste eiland. De overige zijn Gili Air en Gili Trawangan.